# Ulrich Lenk
Ulrich Lenk (* 26. Dezember 1966 in Dresden; † 16. Juli 2015 in Chemnitz) war ein deutscher Schauspieler.

## Leben
Ulrich Lenk erhielt von 1989 bis 1993 seine Schauspielausbildung an der Hochschule für Schauspielkunst „Ernst Busch“ in Rostock. Er hatte Fest- und Gastengagements bei den Festspielen Frankfurt am Main (2002), am Theater am Neumarkt Zürich (2002), am Deutschen Theater Göttingen (Spielzeit 2002/2003), am Theater Neuss (Spielzeit 2005/2006), am Theater Altenburg-Gera (Spielzeit 2008/2009), am Neuen Schauspiel Erfurt (Sommertheater 2010; als Baptista Minola in Der Widerspenstigen Zähmung), am St. Pauli Theater in Hamburg (2011; als Motschach in dem Musical Anatevka), am Grand Theatre Luxembourg (2012; ebenfalls in Anatevka) und an den Städtischen Bühnen Münster (2012).
Er gastierte mehrfach bei den Bad Hersfelder Festspielen (2002, 2005 und zuletzt 2008 als Wirt in Minna von Barnhelm), bei den Burgfestspielen Bad Vilbel (2007; als Craig in Ladies’ Night von Anthony McCarten und als Bürgermeister und Stadthauptmann Anton Antonowitsch Skwosnik-Dmuchanowskij in Der Revisor) und bei den Ruhrfestspielen Recklinghausen (2011).
In der Spielzeit 2012/2013 hatte er ein Gastengagement am Gerhart-Hauptmann-Theater Görlitz-Zittau. Dort verkörperte er den Opernstar Tito Merelli in der Boulevardkomödie Otello darf nicht platzen von Ken Ludwig. 2013 spielte er beim Sommertheater Zittau auf der Waldbühne Jonsdorf den Oberingenieur Bancroft in einer Freilichtinszenierung von Winnetou I.
Seit der Spielzeit 2013/2014 war Ulrich Lenk festes Ensemblemitglied am Schauspielhaus Chemnitz. Er wurde gemeinsam mit dem neuen Schauspieldirektor Carsten Knödler, mit dem Lenk bereits in Görlitz zusammengearbeitet hatte, an das Theater Chemnitz engagiert. Hier trat er als Richter Brack in Hedda Gabler (Spielzeit 2013/2014), als Polonius in Hamlet (2014) und, in der Spielzeit 2014/2015, als Häuptling Bromden in Einer flog über das Kuckucksnest, als Journalist Hovstad in Ein Volksfeind, als Martin Heidegger in der deutschen Erstaufführung des Kammerspiels Hannahs Dämon von Antoine Rault, als Erzbischof und Beaudricourt in Jeanne oder Die Lerche und als Sir Winston Churchill in The King’s Speech – Die Rede des Königs auf. Seine letzte Rolle am Theater Chemnitz war der Vater in der Uraufführung des Stücks Vom Ende der Kindheit.
Lenk übernahm gelegentlich auch Gesangsrollen in Opern- und Musiktheaterproduktionen, unter anderem an der Neuköllner Oper in Berlin (Spielzeit 2008/2009 in Piraten; Regie: Andreas Gergen) und beim Opernfestival Berlin. Eigene Regiearbeiten realisierte er am Stadttheater Bremerhaven und Theater Halberstadt. 2001 war er Gastdozent an der Hochschule für Musik und Theater „Felix Mendelssohn Bartholdy“ Leipzig.
Lenk arbeitete auch als Darsteller und Sprecher für Film-, Fernseh- und Radioproduktionen. Meist spielte er hier kleinere Rollen in Fernsehfilmen und Fernsehserien. Schwerpunkt seiner künstlerischen Tätigkeit waren jedoch stets seine Theaterrollen. In der ZDF-Fernsehserie Nicht ohne meinen Anwalt (2003) hatte er eine wiederkehrende Serienrolle. In dem Kinofilm Tears of Kali, in dem er die Rolle von Haym spielte, hatte Lenk eine der Hauptrollen; der Film wurde 2004 beim Cinénygma-Filmfestival in Luxemburg mit dem „Silver Meliés“ ausgezeichnet.
Ulrich Lenk starb am 16. Juli 2015 im Alter von 48 Jahren in Chemnitz.

## Theater (Auswahl)
- 2014: Ray Cooney: Außer Kontrolle (Der Kellner) – Regie: Tilo Krügel (Theater Chemnitz – Schauspielhaus, Große Bühne)
- 2014: Antoine Rault: Hannahs Dämon (Martin Heidegger) – Regie: Bogdan Koca (Theater Chemnitz – Schauspielhaus, Ostflügel)
- 2014: Dale Wasserman: Einer flog übers Kuckucksnest (Häuptling Bromden) – Regie: Carsten Knödler (Theater Chemnitz – Schauspielhaus, Große Bühne)
- 2015: Henrik Ibsen: Ein Volksfeind (Hovstad) – Regie: Carsten Knödler (Theater Chemnitz – Schauspielhaus, Große Bühne)
- 2015: Jean Anouilh: Jeanne oder Die Lerche (Erzbischof/Beaudricourt) – Regie: Bogdan Koca (Theater Chemnitz – Schauspielhaus, Große Bühne)
- 2015: David Seidler: The King’s Speech – Die Rede des Königs (Winston Churchill) – Regie: Herbert Olschok (Theater Chemnitz – Schauspielhaus, Große Bühne)

## Filmografie (Auswahl)
- 1992: Tandem (Fernsehfilm)
- 1992: Das große Fest (Fernsehfilm)
- 2003: Nicht ohne meinen Anwalt (Fernsehserie; wiederkehrende Serienrolle)
- 2004: Tears of Kali (Spielfilm)
- 2004: Meine schönsten Jahre (Fernsehserie; Folge: Drei Pioniere und ein Baby)
- 2005: Küstenwache (Fernsehserie; Folge: Breaking the Waves)
- 2007: Polizeiruf 110: Gefährliches Vertrauen (Fernsehfilm)
- 2007: Alarm für Cobra 11 – Die Autobahnpolizei (Fernsehserie; Folge: Stunde der Wahrheit)
- 2007: Erlkönig (Fernsehfilm)
- 2008: Treuepunkte (Fernsehfilm)
- 2010: Sexstreik! (Fernsehfilm)
- 2010: Familie Fröhlich – Schlimmer geht immer (Fernsehfilm)
- 2011: Krimi.de (Fernsehserie; Folge: Schuldig)
- 2015: SOKO Wismar (Fernsehserie; Folge: Gras drüber)